# Friedrich von Loesewitz
Friedrich von Loesewitz, geadelt 1887 (* 16. März 1819 in Karlsburg; † 20. Juli 1908 ebenda; vollständiger Name Karl Friedrich Christian Ewald Loesewitz) war Besitzer des Ritterguts Lentschow und Mitglied des Deutschen Reichstags.

## Leben
Friedrich Loesewitz war ein Sohn des Gutsbesitzers Erdmann Friedrich Leonhard Loesewitz (auch Lösevitz; 1774–1844) und dessen Ehefrau Karoline Frederike Wilhelmine Doehn († 18. August 1864). Er besuchte das Sundische Gymnasium in Stralsund und die landwirtschaftliche Akademie Eldena. Danach trat er in die Preußische Armee ein, schied aber nach dem Tod seines Vaters 1844 vorerst wieder aus, um sein Erbe anzutreten, das Rittergut Lentschow bei Lassan. 1848/1849 nahm er als Premier-Leutnant an der Niederschlagung der Badischen Revolution in Rastatt teil.
Loesewitz war Mitglied des Kreistages und Kreisausschusses des Landkreises Greifswald, Kreisdeputierter, Mitglied des Bezirks-Verwaltungs-Gerichtes, sowie Amtsvorsteher seit 1874. Er war ab 1868 Vorsitzender (Hauptdirektor) des Baltischen Centralvereins der Landwirtschaft und des Landwirtschaftlichen Vereines zu Anklam. Weiter war er Haupt-Direktor der Versicherungs-Gesellschaft in Greifswald, Mitglied des Landes-Ökonomie-Kollegiums und des Deutschen Landwirtschaftsrats.
Am 16. September 1887 wurde er in den erblichen preußischen Adelsstand erhoben.
Von 1893 bis 1898 war er Mitglied des Deutschen Reichstags für den Wahlkreis Regierungsbezirk Stralsund 2 (Greifswald, Grimmen) und die Deutsche Reichspartei. Zwischen 1894 und 1898 war er auch Mitglied des Preußischen Abgeordnetenhauses, sowie des Provinziallandtages von Pommern.
In Lassan gibt es eine Friedrich-von-Lösewitz-Halle.

## Familie
Loesewitz heiratete am 23. August 1843 in Greifswald Maria Wallenius (* 27. Januar 1824; † 26. Juni 1910). Der Ehe entstammten sechs Söhne und drei Töchter; drei der Söhne fielen in den Kriegen 1866 bzw. 1870/1871.:
- Robert Karl Wilhelm Arnold Ewald (* 22. Dezember 1848; † 30. Mai 1901), Oberstleutnant a. D. ⚭ 1887 Klara Wallenius (* 30. November 1861)
- Marie Ulrike Gustave (* 10. März 1850) ⚭ 1870 Richard von Spalding, Herr auf Groß Miltzow
- Alfred Lorenz Ewald (* 8. April 1853), Herr auf Lentschow ⚭ 1905 Freiin Helene Theodore Ulla Frieda Luise von Puttkamer (* 29. Dezember 1881)
- Hildegard Auguste Karoline Laura (* 25. Oktober 1854) ⚭ 1876 Freiherr Robert von Wrangel, Rittmeister a. D.
- Elisabeth Karoline Laura (* 19. April 1858) ⚭ 1881 Stephan von der Lühe, Oberstleutnant a. D.